# لوئیس یوسا
لوئیس یوسا (انگلیسی: Luis Llosa) کارگردان فیلم اهل پرو است. او بیشتر برای ساخت فیلم‌های منطقه جرم (۱۹۸۹)، تک‌تیرانداز (۱۹۹۳)، آتش در آمازون (۱۹۹۳)، متخصص (۱۹۹۴)، آناکوندا (۱۹۹۷) و سور بز (۲۰۰۵) شناخته می‌شود.
یوسا در سال ۱۹۵۱ در لیما، پرو به دنیا آمد. او پسر عموی ماریو بارگاس یوسا، رمان‌نویس پرویی است. و خواهرزاده‌اش کلاودیا یوسا کارگردان فیلم است.

## حرفه
لوئیس لوسا در اصل یک منتقد فیلم بود. او به‌خاطر کارهای اولیه‌اش در پرو، فیلم‌های استثماری انگلیسی‌زبان ساخته شده برای تهیه‌کننده راجر کورمن، و فیلم‌های آمریکایی با بودجه بیشتر شناخته می‌شود. شناخته شده‌ترین فیلم او، آناکوندا، با بازی جنیفر لوپز، آیس کیوب، جان وویت و اریک استولتز ساخته شده‌است. آناکوندا برای چندین بار دارای جایزه تمشک طلایی شد، از جمله بدترین کارگردان، اما ۱۳۶ میلیون دلار در سراسر جهان فروخت و تبدیل به یک فیلم کالت شد.